# ポルトガルのビール
ポルトガルのビール（英語: Beer in Portugal）では、ポルトガルで製造されるビールの概要について記す。
ポルトガルでは、ワインの消費量が大きいが、ビールの消費量もまた多い。2012年のデータでは、ポルトガル国民1人あたりの年間ワイン消費量が42.4リットルであるのに対し、1人あたりの年間ビール消費量は49リットルである。日本と比較した場合、ワイン消費量は10倍多く、ビール消費量は同等かややポルトガルのほうが多い。
レストランなどで、ちゃんとした食事の際にはビールよりもワインのほうが好まれているが、カフェやバーなどで軽いランチを採る際にはビールもよく飲まれている。とくに暑い夏には、冷やしたビールが好まれている。ポルトガルではマクドナルドでもビールを提供している。

## ポルトガルビールのブランド
ポルトガルでは、ポルトガル国内シェアの約40%を占めるブランドが2つあり、ポルトガル国内の人気を二分している。
スーパーボック
モンドセレクションで31年連続金賞を受賞したビール。ポルトガル国内シェアは40％以上で、世界50カ国以上に輸出されている。
サグレス
黒ビール、ノンアルコールビールも展開しているが、ピルスナースタイルの「Branca（ブランカ）」が最もオーソドックスである。